# Obertonchor
Als Obertonchor bezeichnet man einen Chor, dessen Mitglieder sich der Gesangstechnik des Obertongesangs bedienen.
Das erste Werk für ein Oberton singendes Ensemble, das als Obertonchor bezeichnet werden könnte, ist Karlheinz Stockhausens Stimmung für 5 Solostimmen und Tonband von 1968, uraufgeführt durch das Collegium Vocale Köln unter Leitung von Wolfgang Fromme. Auch Roberto Laneris Two views of the Amazon für obertönige Stimme, 1981 im Mehrspurverfahren aufgenommen, kann als eine Obertonchorkomposition betrachtet werden. David Hykes hat mit dem Harmonic Choir in New York 1975 den ersten spezialisierten Obertonchor gegründet. Seine Komposition Hearing Solar Winds (1983) ist ein Meilenstein der Obertonchormusik.
Einer der bekanntesten Chöre in Deutschland, die sich der Obertonmusik widmen, ist der von Christian Bollmann gegründete Obertonchor Düsseldorf. Wesentliche Aspekte dieser Musik sind die durch den Obertongesang hervorgerufenen entspannenden Klänge.